# Міжнародна мікологічна асоціація
Міжнародна мікологічна асоціація (International Mycological Association, IMA) — професійна організація, яка займається популяризацією мікології та вивченням грибів. Заснована у 1971 році під час першого Міжнародного мікологічного конгресу, який проходив в Ексетері (Велика Британія).
 Організація об'єднує понад 30 000 мікологів у всьому світі. IMA видає науковий журнал «IMA Fungus», що перебуває у відкритому доступі.